# Gračanica
Gračanica je město v Bosně a Hercegovině. Město leží na východ od Doboje a na západ od Tuzly, ve Federaci Bosny a Hercegoviny. Přesněji leží v údolí potoka Sokoluša a při jeho ústí do řeky Spreči.

## Okolí
Ve městě a v jeho okolí (opčině) žije 55 000 obyvatel a má rozlohu 219 km².

## Historie
První písemná zmínka o městě je z tureckých zdrojů, z roku 1528. V této době bylo známé pouze jako důl na železnou rudu, 4 km odsud se nacházela pevnost jménem Sokol. Roku 1548 získala statut města, její rozvoj nastal ale až v 17. století. Tehdy se totiž vlády ujal Ahmed-paša Budimlija, který zde postavil mešitu, lázně a hodinovou věž (Sahat-kulu). Na mapách třetího vojenského mapování z konce 19. století je již patrné sídlo přiléhající k současné situaci z Doboje do Tuzly, na druhém břehu řeky Spreči potom již stála železniční trať se stanicí v lokalitě, která existovala pod názvem Karanovac. V obci stálo tehdy několik mešit a jednotlivé místní části byly rozděleny podle toho, kdo zde bydlel. Je zde zaznamenáno romské osídlení (srbsky Ciganska varoš). 
Po druhé světové válce se rozvoj města realizoval v údolí řeky Spreči, kde vznikla průmyslová zóna. 

## Sport
Místní fotbalový tým má název FK Bratstvo a hraje na vlastním stadionu.

## Zdravotnictví
V Gračanici stojí všeobecná nemocnice Mustafy Beganoviće. 

## Etnické složení (1991)
- Bosňáci - 72,19 %
- Srbové - 22,97 %
- Chorvati - 2,07 %